# 周树夏
周树夏（1923年—2007年7月11日），男，浙江诸暨人，中国口腔外科学家，曾任中国人民解放军第四军医大学教授、博士生导师。